# Rhynchoconger flavus
Rhynchoconger flavus és una espècie de peix pertanyent a la família dels còngrids.

## Descripció
- Pot arribar a fer 150 cm de llargària màxima (normalment, en fa 30).
- Nombre de vèrtebres: 159-172.
- La seua coloració varia de marró a marró groguenc.[6][7][8]

## Hàbitat
És un peix marí, demersal i de clima tropical que viu entre 26 i 183 m de fondària.

## Distribució geogràfica
Es troba a l'Atlàntic occidental: des del golf de Mèxic fins a la desembocadura del riu Amazones.

## Observacions
És inofensiu per als humans.